# Teddy Boy

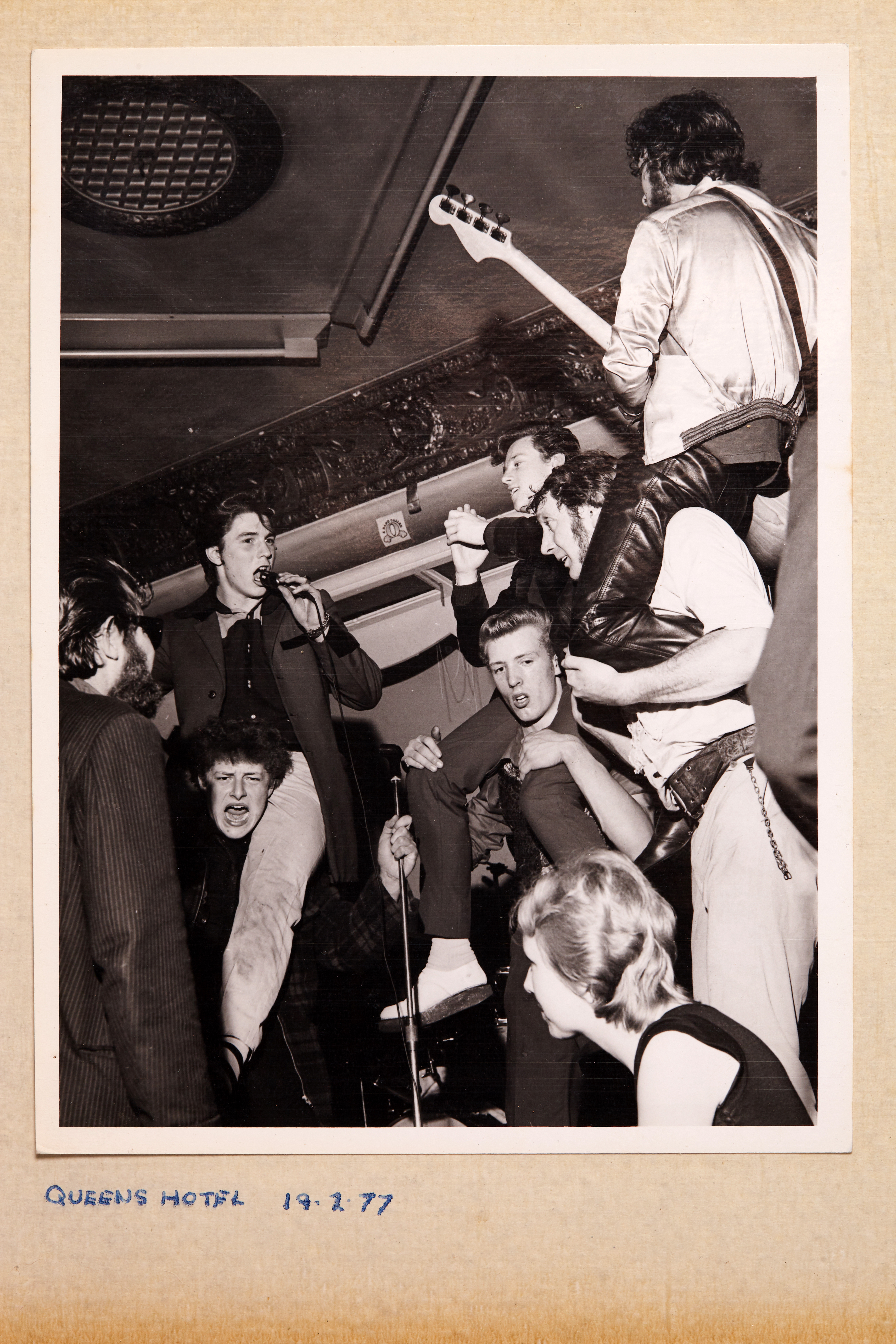
Teddy boy suonano al Queens Hotel nel 1977

Teddy Boy o Ted è una subcultura giovanile nata in Inghilterra che imita lo stile in voga durante l'epoca edoardiana, riproposto dai sarti di Savile Row dopo la seconda guerra mondiale.

## Storia

### Origini del movimento
Il nome della subcultura venne scelto prendendo in prestito il titolo in prima pagina di un giornale del 1953, che abbreviava il nome Edward in Teddy. L'epicentro del movimento fu la città di Londra, ma ben presto la moda teddy boy si estese in tutto il Regno Unito, venendo legato indissolubilmente al rock and roll statunitense in voga al periodo. Si può dire che i teddy boy furono il primo gruppo giovanile ad emergere, creando così l'idea di un mercato rivolto principalmente a quella fascia d'età.
Molti teddy boy si riunivano in bande che spesso si scontravano ferocemente fra loro, sotto l'occhio vigile della stampa che gonfiava gli eventi, contribuendo alla demonizzazione della subcultura. Fra gli scontri più violenti, si ricordano i fatti di Notting Hill del 1958, quando molti teddy boys, uniti a bande razziste e neonaziste, organizzarono ronde nel quartiere londinese danneggiando le proprietà di immigrati d'origine africana e aggredendone alcuni. La maggior parte dei Teddy boy era in realtà apartitica e si interessava piuttosto al football che alla politica.
Negli anni sessanta, molti teddy boy si convertirono alla subcultura rocker e mod.

### Revival
Quando, negli anni settanta, vi fu un revival della musica rockabilly, emerse parallelamente un nuovo interesse per la moda Teddy boy, che venne riproposta nel negozio di Vivienne Westwood e Malcolm McLaren a King's Road. I nuovi teddy boy introdussero nuovi elementi nel movimento, principalmente mutuandoli dal glam rock. I colori dei vestiti erano più appariscenti, e adesso tendevano a tenere alti i capelli con la lacca o con la brillantina. Questa nuova ondata di teddy boy si autoproclamò la nemesi del nascente movimento punk, in quanto spesso i punk usavano elementi dello stile teddyboy modificandoli, ad esempio portando drape jackets riempite di spille e scritte abbinandoli a collari borchiati.
Per molti Teds, tutto ciò rappresentava un insulto in quanto ai loro occhi era allo stesso tempo un furto e una parodia del loro stile. Sempre in quegli anni, alcuni adottarono il look Teddy Boy solo come un fattore di moda e spesso erano fan di gruppi musicali come Showaddywaddy e Sha-Na-Na i quali reinterpretavano il Rock'n'Roll con arrangiamenti e coreografie palesemente kitsch che ben poco avevano a che fare con il suo spirito originario. Questi, venivano definiti Plastic Teds o semplicemente Plastics ("Fasulli") in quanto imitavano il movimento Teddy Boy senza conoscerlo appieno sia socialmente che musicalmente.
Nei primi anni novanta vi fu una seconda ondata di teddy boy, lanciata da un'associazione conosciuta come TEDS (The Edwardian Drape Society), con sede nel quartiere londinese di Tottenham. Questa nuova ondata reclamava la purezza del movimento teddy boy, in contrasto con la commercializzazione che esso aveva subito negli anni settanta a causa dell'influenza del pop sulla subcultura. I TEDS divennero i protagonisti del film di Bruce Weber The Teddy Boys, che vinse il Cambridge Film Festival nel giugno 2006. Il gruppo leader nell'attuale scena TED sono i Furious da Liverpool, considerati "the best thing to come out of Liverpool since Billy Fury".

## Stile

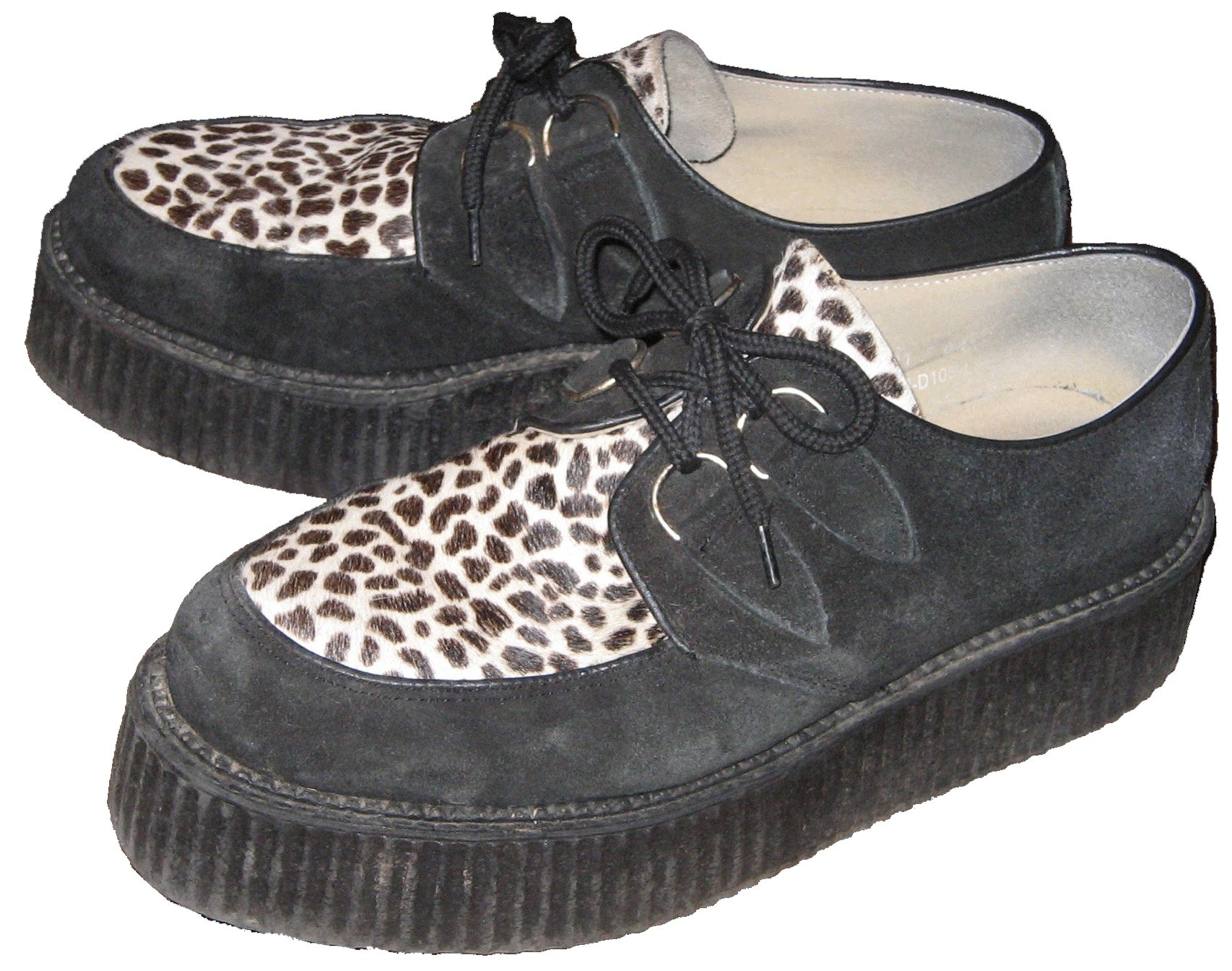
Tipiche calzature in pelle scamosciata neri (creeper)

I teddy boy introdussero il concetto del vestire bene sempre, creandosi un proprio stile, contrapposto con la mentalità dell'epoca del dualismo vestito da lavoro/vestito della domenica.
Il vestiario teddy boy consisteva principalmente di:
- Blazer scuri.
- Magliette a dolce vita dal collo alto (chiamate Mr. B in onore del jazzista Billy Eckstine, che era solito indossare queste maglie).
- Gilet in broccato.
- Jeans a sigaretta usurati, spesso con gli orli ripiegati in modo tale da far vedere i calzini, i quali solitamente avevano colori vivaci.
- Scarpe di cuoio, o in alternativa brothel creeper.

I capelli venivano portati lunghi e tenuti alzati sulla fronte con la brillantina nel tipico quiff, mentre nei lati erano spostati a formare la coda d'anatra. Un'altra acconciatura tipica del teddy boy era il taglio Boston, dove i capelli erano tenuti contropelo e tagliati a quadrato attorno alla nuca.

### Teddy girl
Le ragazze che sceglievano la moda teddy boy indossavano le hobble skirts edoardiane, cappelli da pescatore di paglia, spille di cammeo, espadrillas e capelli raccolti in lunghe trecce.
Più tardi, le teddy girl adottarono anche elementi americani come pantaloni attillati, voluminose gonne circolari e capelli raccolti a coda di cavallo.